# Championnat d'Italie de football de cinquième division
 (mai 2020).
Si vous disposez d'ouvrages ou d'articles de référence ou si vous connaissez des sites web de qualité traitant du thème abordé ici, merci de compléter l'article en donnant les références utiles à sa vérifiabilité et en les liant à la section « Notes et références ».
La Eccellenza est un championnat italien de cinquième niveau (depuis 2014) du football italien organisé par la Ligue nationale amateur de football italien, il y a au total 19 régions dont 28 groupes, soit 462 clubs semi professionnels.
Onze régions ont un seul groupe, la Campanie, Toscane, Vénétie, Sicile, Latium, l'Emilie-Romagne, et le Piémont-Vallée d'Aoste ont deux groupes. Seule la Lombardie a 3 groupes.

## Histoire
- 1991 : Création de la compétition
- 2015 : La compétition devient la cinquième division du football italien à la suite de la fusion de la Série C1 et C2, qui font de la Serie D le 4e niveau du football italien.

## Système
Il y a au total 36 promotions en Série D, principalement les 28 champions de leur groupe, ensuite 7 clubs sont promus via les barrages, et le vainqueur de la Coupe d'Italie amateur.
En même temps 28 clubs sont relégués en Promozione, le 6e niveau du football italien.

## Liste des groupes
- Excellence Abruzzes - 1 Division
- Excellence Pouilles - 1 Division
- Excellence Basilicate - 1 Division
- Excellence Calabre - 1 Division
- Excellence Campanie - 2 Divisions
- Excellencea Émilie-Romagne - 2 Divisions
- Excellence Frioul-Vénétie-Julienne - 1 Division
- Excellence Latium - 2 Divisions
- Excellence Ligurie - 1 Division
- Excellence Lombardie - 3 Divisions
- Excellence Marches - 1 Division
- Excellence Molise - 1 Division
- Excellence Piémont-Vallée d'Aoste - 2 Divisions
- Excellence Sardaigne - 1 Division
- Excellence Sicile - 2 Divisions
- Excellence Toscane - 2 Divisions
- Excellence Trentin-Haut-Adige - 1 Division
- Excellence Ombrie - 1 Division
- Excellence Vénétie - 2 Divisions

## Record de victoires
L'équipe de Villese a remporté 24 matches lors de la saison 2004-2005 de l'Excellence Calabrie,.